# Phoebe nigrifolia
Phoebe nigrifolia là loài thực vật có hoa trong họ Nguyệt quế. Loài này được S.K. Lee & F.N. Wei miêu tả khoa học đầu tiên năm 1979.